# 天突穴
天突穴（てんとつけつ）は、任脈に属する第22番目の経穴である。武道・武術では秘中穴という。

## 部位
正中線上で、頚窩の中央に取る。

## 名前の由来
天は上部、突は突出のことで肺の気が咽頭中を通ることもあり名づけられた。

## 効能
せきや喘息など、呼吸器の病気に効果がある他、言語障害、顔面充血にも効果がある。